# Snježna kraljica (bajka)
Snježna kraljica (danski Snedronningen) je bajka Hansa Christiana Andersena, koja je prvi puta objavljena 1845. godine i koja za tematiku ima borbu između dobra i zla, koju u priči na neki način personificiraju dječak Kay i djevojčica Gerda.